# Yoon Seung-won
Đây là một tên người Triều Tiên, họ là Yoon.
Yoon Seung-won (tiếng Hàn: 윤승원; sinh ngày 11 tháng 2 năm 1995) là một tiền vệ bóng đá Hàn Quốc thi đấu cho FC Seoul.

## Sự nghiệp câu lạc bộ
Yoon gia nhập FC Seoul năm 2014 và ra mắt ở giải vô địch trước Jeonbuk Hyundai Motors ngày 3 tháng 11 năm 2016.

## Thống kê sự nghiệp câu lạc bộ
| Thành tích câu lạc bộ | Thành tích câu lạc bộ | Thành tích câu lạc bộ  | Giải vô địch | Giải vô địch | Cúp     | Cúp       | Châu lục | Châu lục  | Tổng cộng | Tổng cộng |
| Mùa giải              | Câu lạc bộ            | Giải vô địch           | Số trận      | Bàn thắng    | Số trận | Bàn thắng | Số trận  | Bàn thắng | Số trận   | Bàn thắng |
| Hàn Quốc              | Hàn Quốc              | Hàn Quốc               | Giải vô địch | Giải vô địch | Cúp KFA | Cúp KFA   | Châu Á   | Châu Á    | Tổng cộng | Tổng cộng |
| --------------------- | --------------------- | ---------------------- | ------------ | ------------ | ------- | --------- | -------- | --------- | --------- | --------- |
| 2014                  | FC Seoul              | K League 1             | 0            | 0            | 0       | 0         | 0        | 0         | 0         | 0         |
| 2014                  | Gimhae FC             | Giải Quốc gia Hàn Quốc | 8            | 1            | 0       | 0         | 0        | 0         | 8         | 1         |
| 2015                  | FC Seoul              | K League 1             | 0            | 0            | 0       | 0         | 0        | 0         | 0         | 0         |
| 2016                  | FC Seoul              | K League 1             | 1            | 0            | 1       | 1         | 0        | 0         | 2         | 1         |
| 2017                  | FC Seoul              | K League 1             | 8            | 2            | 0       | 0         | 0        | 0         | 8         | 2         |
| Tổng                  | Hàn Quốc              | Hàn Quốc               | 1            | 0            | 1       | 1         | 0        | 0         | 2         | 1         |
| Tổng cộng sự nghiệp   | Tổng cộng sự nghiệp   | Tổng cộng sự nghiệp    | 9            | 1            | 1       | 1         | 0        | 0         | 10        | 2         |